# Markus Tiedemann
Markus Tiedemann (* 1970 in Hamburg) ist ein deutscher Philosoph, Fachdidaktiker und Jugendbuchautor.

## Leben
Tiedemann studierte Philosophie, Psychologie, Geschichte und Erziehungswissenschaft an der Universität Hagen und in Hamburg. Nach dem Studium arbeitete er zwölf Jahre als Lehrer und Fachseminarleiter an einer Gesamtschule und am Hamburger Institut für Lehrerbildung und Schulentwicklung. Zudem war er Stipendiat der Friedrich-Ebert-Stiftung und promovierte bei Ekkehard Martens. Für seine Habilitation bei Urs Thurnherr wechselte er nach Karlsruhe. Er lehrte als Professor für Didaktik der Philosophie an der Johannes Gutenberg-Universität in Mainz, der Freien Universität Berlin und folgte dann einem Ruf an die Technische Universität Dresden. Zu seinen Arbeits- und Interessensschwerpunkten zählen Philosophiedidaktik, ethische Orientierung in der Moderne, Migrationsfragen, Philosophieren mit Kindern, empirische Bildungsforschung und Rechtsextremismus. Zusammen mit Volker Steenblock und Bettina Bussmann ist Tiedemann Vorsitzender des „Forums für Didaktik der Philosophie und Ethik“ innerhalb der Deutschen Gesellschaft für Philosophie. Er ist Mitherausgeber der „Zeitschrift für Didaktik der Philosophie und Ethik“. Schriften von Markus Tiedemann sind bisher in neun Sprachen übersetzt worden.

## Philosophie und Philosophiedidaktik
Tiedemann versteht Philosophiedidaktik als eine theoretisch-konzeptionelle, eine methodisch-praktische und eine empirisch-kritische Wissenschaft. Konzeptionell vertritt Tiedemann eine problemorientierte Philosophiedidaktik, die er als Akzentuierung der Kulturtechnik-These von Ekkehard Martens versteht. Auf der methodisch-praktischen Ebene spricht sich Tiedemann für eine abwechslungsreiche Gestaltung des Philosophie- und Ethikunterrichts aus. Allerdings steht er einer Gleichberechtigung präsentativer und diskursiver Formen kritisch gegenüber und besteht darauf, die Essenz philosophischer Bildung als kategoriengeleitete, argumentative Rechtfertigung zu verstehen. Im Streit um den Einsatz empirischer Unterrichtsforschung innerhalb der Philosophiedidaktik vertrat Tiedemann eine vermittelnde Position, die sowohl Möglichkeiten als auch Grenzen betont. Er stimmt Volker Steenblock darin zu, dass zahlreiche philosophische Tugenden nicht evaluiert werden können. Zudem sei die Legitimation philosophischer Bildung jenseits empirischer Befunde. Gleichzeitig sollten aber bestehende Möglichkeiten genutzt werden, um Akzeptanz, Kompatibilität und Effizienz philosophischer Bildungsangebote zu erheben.
Mit dem Konzept der transzendentalen Toleranzerziehung reagiert Tiedemann auf das sogenannte „Werte-Vermittlungs-Dilemma“. In der Moderne könne ethische Orientierung nicht auf Letztbegründungen verweisen. Dies bedeute jedoch nicht, dass „anything goes“. Der Akt der Orientierung bestehe darin, bessere von schlechteren Begründungen nach dem Grad ihrer Kohärenz, ihrer Reziprozität, ihrer intersubjektiven Vermittelbarkeit und ihrer Einbeziehung des Anderen zu unterscheiden. Tiedemann spricht von einem bescheidenen oder selbstkritischen Universalismus bei dessen Ableitung er unter anderem auf Rainer Forst, Julian Nida-Rümelin, Jürgen Habermas, Ernst Tugendhat, Rawls und Kant verweist.
In seinen Forschungsschwerpunkten befasst sich Tiedemann u. a. mit dem Einfluss philosophischer Bildung auf De-Radikalisierungsprozesse, mit normativen Fragen der Migration, Synergieeffekten zwischen Erlebnispädagogik und philosophischer Bildung sowie rechtsradikaler Geschichtsverfälschung. 
Im öffentlichen Raum hat Tiedemann wiederholt einen verbindlichen Philosophie- oder Ethikunterricht gefordert. Zudem war er an zahlreichen Debatten um Fragen der Religionskritik, der Migrationspolitik oder der Medizinethik beteiligt.
Den Fortbestand liberaler, nach Grundsätzen der Aufklärung organisierter Gesellschaften, sieht Tiedemann als existenziell bedroht an.

## Schriften (Auswahl)

### Fachphilosophie und Fachdidaktik
- Post-Aufklärungs-Gesellschaft. Was wir verlieren und was uns bevorsteht. Paderborn 2023.
- Markus Tiedemann/Dieter Birnbacher und Klaus GoergenNormative Integration. Kulturkampf im Klassenzimmer und netzgeprägte Schülerschaft. Paderborn 2021.
- Migration, Menschenrechte und Rassismus. Herausforderungen für die ethische Bildung. Paderborn 2020.
- Markus Tiedemann/Lea Eisleb, Recht auf Widerstand. Zur Theorie politischer Verweigerung. Stuttgart 2018.
- „Lieber Fanatiker!“ Philosophische Briefe an Menschen extremer Glaubensrichtungen. Frankfurt am Main 2016.
- Liebe, Freundschaft und Sexualität. Fragen und Antworten der Philosophie. Hildesheim, 2014.
- „Unsere Tochter nimmt nicht am Schwimmunterricht teil!“ 50 religiös-kulturelle Konfliktfälle in der Schule und wie man ihnen begegnet, zusammen mit Ulrike Hinrichs und Nizar Romdhane, Mülheim an der Ruhr 2012.
- Philosophiedidaktik und empirische Bildungsforschung. Möglichkeiten und Grenzen. Münster 2011.
- Ethische Orientierung für Jugendliche. Eine theoretische und empirische Untersuchung zu den Möglichkeiten der praktischen Philosophie als Unterrichtsfach in der Sekundarstufe I. Münster 2004.
- „In Auschwitz wurde niemand vergast“. 60 rechtsradikale Lügen und wie man sie widerlegt. Mülheim an der Ruhr 1996.

### Philosophische Jugendliteratur und Belletristik
- Weltenwanderer. Maya und der fünfte Kreuzzug. Hildesheim 2016.
- „Romeo und Jasmin - Mord an der Ehre“. Ein philosophisches Theaterprojekt. Bonn 2013.
- Die Wanderheiler. Maya und die Kunst der Weltenwanderer. Hildesheim 2013.
- Prinzessin Metaphysika. Eine fantastische Reise durch die Philosophie, Hildesheim, Olms 1999.

### Herausgeber
- Zeitschrift für Didaktik der Philosophie und Ethik. Siebert Verlag Hannover, mit Vanessa Albus, Volker Haase, Ekkehard Martens, Johannes Rohbeck, Donat Schmidt, Volker Steenblock.
- Handbuch der Philosophie und Ethik, Band 1: Didaktik und Methodik, Band 2: Disziplinen und Themen, zusammen mit Julian Nida-Rümelin und Irina Spiegel, Stuttgart 2015.
- Philosophie und Orientierung in der pluralistischen Gesellschaft. Jahrbuch für Didaktik der Philosophie und Ethik. Zusammen mit Johannes Rohbeck. Dresden 2014.
- Themenhefte Philosophie. Glück und gutes Leben. Verlag an der Ruhr, Mülheim an der Ruhr 2014, ISBN 978-3-8346-2630-1.

## Preise und Auszeichnungen
- „Das politisches Buch 1998“ (Preis der Friedrich-Ebert-Stiftung)
- Umweltpreis des Hamburger Bürgermeisters für das Jugendprojekt „Solarschneeball“, 2006
- Bertinipreis für das Jugendprojekt und Theaterstück „Romeo und Jasmin. Mord an der Ehre“, 2009
- Kalliope Preis für praxisnahe Migrationsforschung, 2015
- Lehrpreis der Fakultät für Philosophie / TU Dresden 2022 (Studentisches Voting)
- „Professor des Jahres“ 2023 UNICUM Stiftung (Bundesministerium für Bildung & Bundesministerium für Wirtschaft und Klima)